# Alejandro Lerroux
Alejandro Lerroux García (La Rambla, 4 marzo 1868 – Madrid, 25 giugno 1949) è stato un politico spagnolo.
È stato Presidente del Consiglio tre volte: dal 12 settembre all'8 ottobre 1933, dal 16 dicembre 1933 al 28 aprile 1934 e dal 4 ottobre 1934 al 25 settembre 1935.

## Biografia
Figlio di un militare, fu allevato dallo zio sacerdote, esperienza che lo portò a maturare una profonda avversione per la religione. Fu membro della Massoneria. Grazie alle enormi disponibilità economiche, fondò il Partido Republicano Radical che ottenne ben presto un ampio successo a Barcellona.
Nel 1931 entrò a far parte del primo governo della Seconda Repubblica Spagnola, presieduto da Alcalà Zamora. Quando quest'ultimo venne eletto presidente della Repubblica, aspirò per sé alla Presidenza del governo; quando gli venne preferito Manuel Azaña, uscì, col suo partito, dalla coalizione di governo e iniziò la virata a destra. 
Nel 1933 si presentò alle elezioni alleato della CEDA e dei partiti tradizionalisti e monarchici. Ottenne la nomina a capo del governo. Il suo governo cadde su un caso di corruzione, denominato "straperlo", dal nome del tipo di roulette, manipolabile elettronicamente, che si voleva introdurre in Spagna. Nel giro di tangenti collegato, furono coinvolti esponenti del Partito Radicale e familiari dello stesso Lerroux, a cominciare dal figlio adottivo, Aurelio.
Durante la guerra civile spagnola sostenne Francisco Franco e i militari golpisti. Stabilì la propria dimora in Portogallo e fece ritorno in Spagna solo nel 1947.